# Thiéville
Thiéville est une ancienne commune française, située dans le département du Calvados en région Normandie, devenue le 1er janvier 2017 une commune déléguée au sein de la commune nouvelle de Saint-Pierre-en-Auge.
Thiéville est peuplée de 263 habitants.

## Géographie
La commune est aux confins du pays d'Auge et de la plaine de Caen. Son bourg est à 2 km au nord de Saint-Pierre-sur-Dives et à 7 km au sud-est de Mézidon-Canon.
Le point culminant (49 m) se situe en limite sud-ouest, près du lieu-dit Matifa. Le point le plus bas (22 m) correspond à la sortie de la Dives du territoire, au nord-est.
| Ouville-la-Bien-Tournée, Magny-la-Campagne | Ouville-la-Bien-Tournée | Ouville-la-Bien-Tournée |
| Vendeuvre                                  | Thiéville               | Bretteville-sur-Dives   |
| Saint-Pierre-sur-Dives                     | Saint-Pierre-sur-Dives  | Hiéville                |

## Toponymie
Le nom de la localité est attesté sous les formes Teuvilla, sans date (ch. de Saint-Pierre-sur-Dive); Teignesvilla en 1250 (ch. de Barbery); Thieuville en 1585 (papier terrier de Falaise).
Le toponyme serait basé sur l'anthroponyme germanique Teodulfus. Le second élément -ville représente l'ancien français vile dans son sens originel de « domaine rural » issu du latin villa rustica.
Remarque : La forme du premier élément Thié- révèle qu'il s'agit bien d'un anthroponyme basé sur le thème germanique THEUD (vieux haut allemand thiot, vieux norrois þjóð, anglo-saxon thiad « peuple »). François de Beaurepaire a bien identifié le même nom de personne germanique Teodulfus (forme latinisée de Theudulf) dans Theuville-aux-Maillots (pays de Caux, Teoville XIIe siècle) et dans Thiouville (pays de Caux, Teovilla, Teouvilla XIIe siècle), mais dans ces deux cas le -o de Teo- peut-être une trace du second élément de l'anthroponyme -ulf comme il en fait la remarque.
Le gentilé est Thiévillais.

## Histoire
Le 1er janvier 2017, Thiéville intègre avec douze autres communes la commune de Saint-Pierre-en-Auge créée sous le régime juridique des communes nouvelles instauré par la loi no 2010-1563 du 16 décembre 2010 de réforme des collectivités territoriales. Les communes de Boissey, Bretteville-sur-Dives, Hiéville, Mittois, Montviette, L'Oudon, Ouville-la-Bien-Tournée, Sainte-Marguerite-de-Viette, Saint-Georges-en-Auge, Saint-Pierre-sur-Dives, Thiéville, Vaudeloges et Vieux-Pont-en-Auge deviennent des communes déléguées et Saint-Pierre-sur-Dives est le chef-lieu de la commune nouvelle.

## Politique et administration

### Liste des maires
| Période                                  | Période               | Identité          | Étiquette | Qualité             |
| ---------------------------------------- | --------------------- | ----------------- | --------- | ------------------- |
| Les données manquantes sont à compléter. |                       |                   |           |                     |
| ca. 1929                                 | 1945                  | Alexandre Gueslot |           | propriétaire        |
| avant 1947                               | novembre 1980 (décès) | André Leblanc     | DVD       | Exploitant agricole |
| décembre 1980                            | mars 2014             | Pierre Daigremont | DVD       | Agriculteur         |
| mars 2014                                | décembre 2016         | Michel Daigremont | SE        | Chef d'entreprise   |

Le conseil municipal est composé de onze membres dont le maire et trois adjoints.

### Liste des maires délégués
| Période      | Période  | Identité          | Étiquette | Qualité                                                                                      |
| ------------ | -------- | ----------------- | --------- | -------------------------------------------------------------------------------------------- |
| janvier 2017 | En cours | Michel Daigremont | SE        | Chef d'entreprise 3e adjoint au maire de Saint-Pierre-en-Auge Réélu pour le mandat 2020-2026 |

## Démographie
L'évolution du nombre d'habitants est connue à travers les recensements de la population effectués dans la commune depuis 1793. À partir du 1er janvier 2009, les populations légales des communes sont publiées annuellement dans le cadre d'un recensement qui repose désormais sur une collecte d'information annuelle, concernant successivement tous les territoires communaux au cours d'une période de cinq ans. 
Pour les communes de moins de 10 000 habitants, une enquête de recensement portant sur toute la population est réalisée tous les cinq ans, les populations légales des années intermédiaires étant quant à elles estimées par interpolation ou extrapolation. Pour la commune, le premier recensement exhaustif entrant dans le cadre du nouveau dispositif a été réalisé en 2004,.
En 2021, la commune comptait 263 habitants, en évolution de −15,43 % par rapport à 2015 (Calvados : +1,58 %, France hors Mayotte : +2,49 %).
Thiéville a compté jusqu'à 363 habitants en 1886.
| 1793 | 1800 | 1806 | 1821 | 1831 | 1836 | 1841 | 1846 | 1851 |
| ---- | ---- | ---- | ---- | ---- | ---- | ---- | ---- | ---- |
| 138  | 236  | 256  | 206  | 196  | 198  | 190  | 207  | 207  |

| 1856 | 1861 | 1866 | 1872 | 1876 | 1881 | 1886 | 1891 | 1896 |
| ---- | ---- | ---- | ---- | ---- | ---- | ---- | ---- | ---- |
| 199  | 233  | 225  | 233  | 259  | 288  | 363  | 304  | 276  |

| 1901 | 1906 | 1911 | 1921 | 1926 | 1931 | 1936 | 1946 | 1954 |
| ---- | ---- | ---- | ---- | ---- | ---- | ---- | ---- | ---- |
| 293  | 302  | 277  | 277  | 312  | 292  | 295  | 317  | 317  |

| 1962 | 1968 | 1975 | 1982 | 1990 | 1999 | 2004 | 2009 | 2014 |
| ---- | ---- | ---- | ---- | ---- | ---- | ---- | ---- | ---- |
| 263  | 251  | 266  | 259  | 295  | 284  | 293  | 315  | 312  |

| 2018 | - | - | - | - | - | - | - | - |
| ---- | - | - | - | - | - | - | - | - |
| 273  | - | - | - | - | - | - | - | - |

## Lieux et monuments

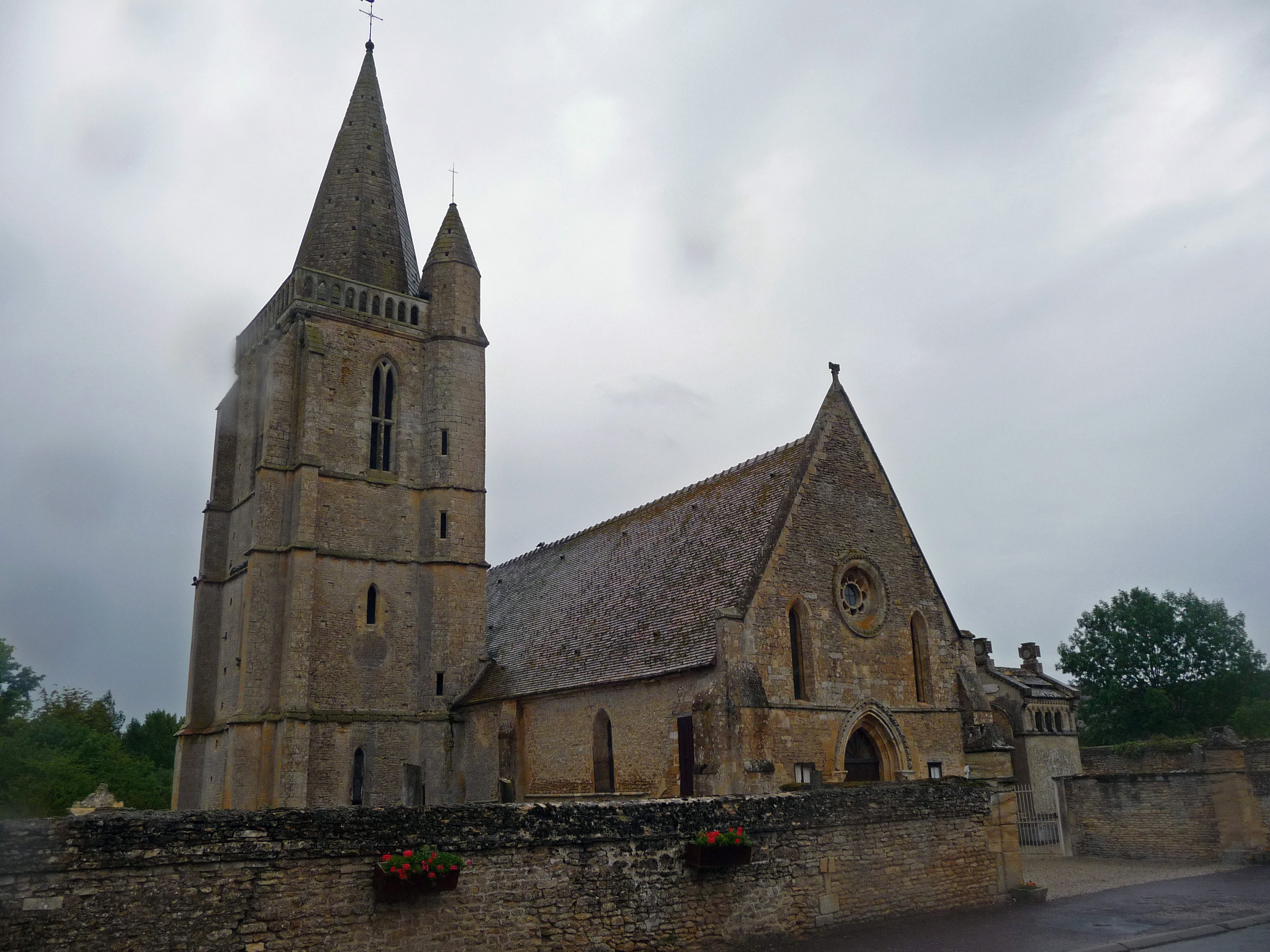
L'église Saint-Martin.

- Église Saint-Martin (XIIIe siècle), classée Monument historique[17].
- Manoir de la Commanderie (XIVe-XVe siècles), inscrit aux Monuments historiques[18].

## Personnalités liées à la commune
- Arsène Aumont-Thiéville, né Arsène Aumont (1805-1874), député du Calvados. Ayant hérité du château de Thiéville, il y fonde en 1843 la filature de coton.